# 경상남도 (일제강점기)

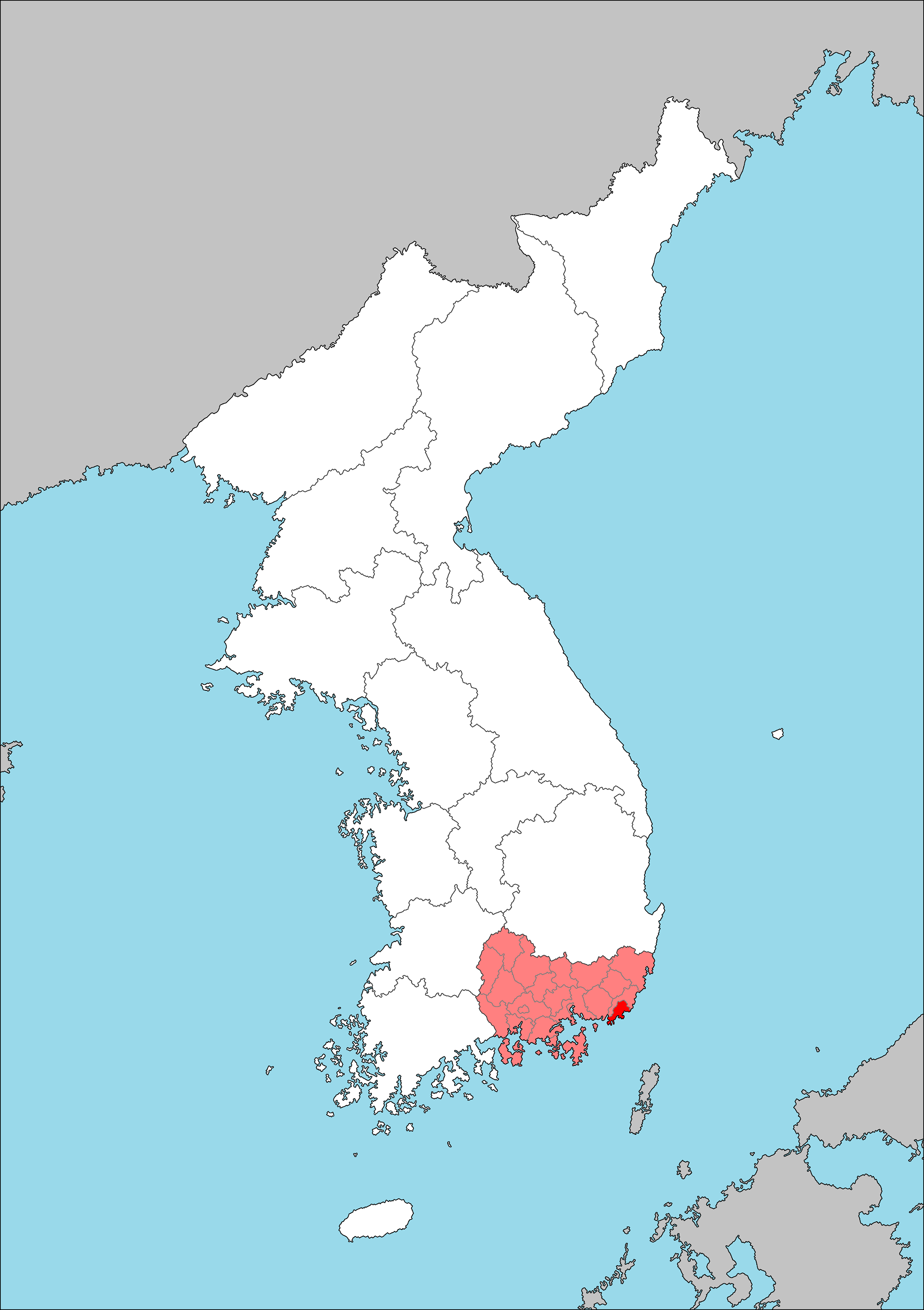
1945년의 경상남도.

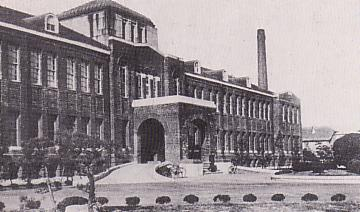
일제강점기 시대의 경상남도청 청사

경상남도(慶尙南道, 일본어: 慶尚南道, けいしょうなんどう 게이쇼난도[*])는 일제강점기였던 1910년부터 1945년까지 존재했던 행정 구역 가운데 하나로 도청 소재지는 부산부이며 면적은 12,304.58km2(1940년 당시 기준), 인구는 2,417,384명(1944년 당시 기준), 인구 밀도는 196.5명/km2이다. 현재의 대한민국의 경상남도, 부산광역시, 울산광역시에 걸쳐 있었으며 3개 부, 19개 군을 관할했다.

## 인구
| 연도   | 인구        | 인구 그래프 | 비고 |
| ------ | ----------- | ----------- | ---- |
| 1925년 | 2,021,887명 |             |      |
| 1930년 | 2,135,716명 |             |      |
| 1935년 | 2,248,228명 |             |      |
| 1940년 | 2,241,902명 |             |      |
| 1944년 | 2,417,384명 |             |      |

1944년(쇼와 19년)에 실시된 인구 조사에서는 다음과 같은 인구가 분포했다.
- 전체 인구: 2,417,384명
  - 일본인: 97,345명
  - 조선인: 2,115,553명
  - 그 외의 민족: 853명

## 행정 구역
행정 구역은 1945년(쇼와 20년) 당시를 기준으로 한다.

### 부
- 부산부 (釜山府, 후잔부)
- 마산부 (馬山府, 바산부)
- 진주부(晋州府, 신슈부)

### 군
- 진양군 (晋陽郡, 신요군)
  - 내동면(奈洞面), 정촌면(井村面), 금곡면(金谷面), 문산면(文山面), 진성면(晋城面), 일반성면(一班城面), 이반성면(二班城面), 사봉면(寺奉面), 지수면(智水面), 대곡면(大谷面), 금산면(琴山面), 집현면(集賢面), 미천면(美川面), 명석면(鳴石面), 대평면(大坪面), 수곡면(水谷面)
- 의령군 (宜寧郡, 기네이군)
  - 의령면(宜寧面), 가례면(嘉禮面), 칠곡면(七谷面), 대의면(大義面), 화정면(華井面), 용덕면(龍德面), 정곡면(正谷面), 지정면(芝正面), 낙서면(洛西面), 부림면(富林面), 봉수면(鳳樹面), 궁류면(宮柳面), 유곡면(柳谷面)
- 함안군 (咸安郡, 간안군)
  - 함안면(咸安面), 가야면(伽耶面), 군북면(郡北面), 법수면(法守面), 대산면(代山面), 칠서면(漆西面), 칠북면(漆北面), 칠원면(漆原面), 산인면(山仁面), 여항면(艅航面)
- 창녕군 (昌寧郡, 쇼네이군)
  - 창녕면(昌寧面), 고암면(高岩面), 성산면(城山面), 대합면(大合面), 이방면(梨房面), 유어면(遊漁面), 대지면(大池面), 창락면(昌樂面), 남지면(南旨面), 장마면(丈麻面), 부곡면(釜谷面), 영산면(靈山面), 고곡면(古谷面), 도천면(都泉面), 계성면(桂城面)
- 밀양군 (密陽郡, 미쓰요군)
  - 밀양읍(密陽邑), 부북면(府北面), 상동면(上東面), 산외면(山外面), 산내면(山內面), 단장면(丹場面), 삼랑진면(三浪津面), 상남면(上南面), 하남면(下南面), 초동면(初同面), 무안면(武安面), 청도면(淸道面)
- 양산군 (梁山郡, 료산군)
  - 양산면(梁山面), 동면(東面), 물금면(勿禁面), 원동면(院洞面), 상북면(上北面), 하북면(下北面), 웅상면(熊上面)
- 울산군 (蔚山郡, 우루산군)
  - 울산읍(蔚山邑), 방어진읍(方魚津邑), 하상면(下廂面), 농소면(農所面), 강동면(江東面), 대현면(大峴面), 온산면(溫山面), 서생면(西生面), 온양면(溫陽面), 청량면(靑良面), 웅촌면(熊村面), 범서면(凡西面), 두동면(斗東面), 두서면(斗西面), 언양면(彦陽面), 상북면(上北面), 삼남면(三南面)
- 동래군 (東萊郡, 도라이군)
  - 구포읍(龜浦邑), 북면(北面), 사상면(沙上面), 기장면(機張面), 일광면(日光面), 장안면(長安面), 정관면(鼎冠面), 철마면(鐵馬面)
- 김해군 (金海郡, 긴카이군)
  - 김해읍(金海邑), 진영읍(進永邑), 가락면(駕洛面), 대저면(大渚面), 명지면(鳴旨面), 녹산면(菉山面), 장유면(長有面), 주촌면(酒村面), 진례면(進禮面), 이북면(二北面), 생림면(生林面), 상동면(上東面), 하동면(下東面)
- 창원군 (昌原郡, 쇼겐군)
  - 진해읍(鎭海邑), 창원면(昌原面), 내서면(內西面), 동면(東面), 북면(北面), 대산면(大山面), 상남면(上南面), 웅남면(熊南面), 구산면(龜山面), 진동면(鎭東面), 진북면(鎭北面), 진전면(鎭田面), 웅천면(熊川面), 웅동면(熊東面), 천가면(天加面)
- 통영군 (統營郡, 도에이군)
  - 통영읍(統營邑), 용남면(龍南面), 산양면(山陽面), 도산면(道山面), 광도면(光道面), 원량면(遠梁面), 한산면(閑山面), 장목면(長木面), 이운면(二運面), 둔덕면(屯德面), 거제면(巨濟面), 사등면(沙等面), 일운면(一運面), 동부면(東部面), 하청면(河淸面), 연초면(延草面)
- 고성군 (固城郡, 고조군)
  - 고성면(固城面), 삼산면(三山面), 하일면(下一面), 하이면(下二面), 상리면(上里面), 대가면(大可面), 영현면(永縣面), 영오면(永吾面), 개천면(介川面), 구만면(九萬面), 회화면(會華面), 마암면(馬岩面), 동해면(東海面), 거류면(巨流面)
- 사천군 (泗川郡, 시센군)
  - 삼천포읍(三千浦邑), 사천면(泗川面), 정동면(正東面), 사남면(泗南面), 용현면(龍見面), 남양면(南陽面), 축동면(杻洞面), 곤양면(昆陽面), 곤명면(昆明面), 서포면(西浦面)
- 남해군 (南海郡, 난카이군)
  - 남해면(南海面), 이동면(二東面), 삼동면(三東面), 남면(南面), 서면(西面), 고현면(古縣面), 설천면(雪川面), 창선면(昌善面)
- 하동군 (河東郡, 가토군)
  - 하동읍(河東邑), 화개면(花開面), 악양면(岳陽面), 적량면(赤良面), 횡천면(橫川面), 고전면(古田面), 금남면(金南面), 진교면(辰橋面), 양보면(良甫面), 북천면(北川面), 청암면(靑岩面), 옥종면(玉宗面)
- 산청군 (山淸郡, 산세이군)
  - 산청면(山淸面), 차황면(車黃面), 오부면(梧釜面), 생초면(生草面), 금서면(今西面), 삼장면(三壯面), 시천면(矢川面), 단성면(丹城面), 신안면(新安面), 생비량면(生比良面), 신등면(新等面)
- 함양군 (咸陽郡, 간요군)
  - 함양면(咸陽面), 석복면(席卜面), 마천면(馬川面), 휴천면(休川面), 유림면(柳林面), 수동면(水東面), 지곡면(池谷面), 안의면(安義面), 서하면(西下面), 서상면(西上面), 백전면(栢田面), 병곡면(甁谷面)
- 거창군 (居昌郡, 교쇼군)
  - 거창읍(居昌邑), 월천면(月川面), 주상면(主尙面), 웅양면(熊陽面), 고제면(高梯面), 북상면(北上面), 위천면(渭川面), 마리면(馬利面), 남상면(南上面), 남하면(南下面), 신원면(神院面), 가조면(加祚面), 가북면(加北面)
- 합천군 (陜川郡, 교센군)
  - 합천면(陜川面), 봉산면(鳳山面), 묘산면(妙山面), 가야면(伽耶面), 야로면(冶爐面), 율곡면(栗谷面), 초계면(草溪面), 쌍책면(雙冊面), 덕곡면(德谷面), 청덕면(靑德面), 적중면(赤中面), 대양면(大陽面), 쌍백면(雙栢面), 삼가면(三嘉面), 가회면(佳會面), 대병면(大幷面), 용주면(龍洲面)

## 역대 도지사
| 호적   | 이름              | 한자 표기     | 취임             | 퇴임             | 비고                              |
| ------ | ----------------- | ------------- | ---------------- | ---------------- | --------------------------------- |
| 내지인 | 가가와 데루       | 香川 輝       | 1910년 10월 1일  | 1913년 2월 14일  | 경상남도 장관                     |
| 내지인 | 사사키 도타로     | 佐々木 藤太郎 | 1913년 2월 14일  | 1921년 12월 26일 | 장관, 1919년 8월부터 경상남도지사 |
| 내지인 | 사와다 도요타케   | 沢田 豊丈     | 1921년 12월 26일 | 1923년 2월 24일  |                                   |
| 내지인 | 와다 준           | 和田 純       | 1923년 2월 24일  | 1928년 1월 31일  |                                   |
| 내지인 | 미즈구치 류조     | 水口 隆三     | 1928년 1월 31일  | 1929년 1월 21일  |                                   |
| 내지인 | 스도 모토         | 須藤 基       | 1929년 1월 21일  | 1929년 11월 28일 |                                   |
| 내지인 | 다니 다키마       | 谷 多喜磨     | 1929년 11월 28일 | 1930년 12월 24일 |                                   |
| 내지인 | 와타나베 도요히코 | 渡辺 豊日子   | 1930년 12월 24일 | 1933년 8월 4일   |                                   |
| 내지인 | 세키미즈 다케시   | 関水 武       | 1933년 8월 4일   | 1935년 4월 1일   |                                   |
| 내지인 | 하시 모리사다     | 土師 盛貞     | 1935년 4월 1일   | 1937년 5월 26일  |                                   |
| 내지인 | 아베 센이치       | 阿部 千一     | 1937년 5월 26일  | 1938년 9월 10일  |                                   |
| 내지인 | 야마자와 와사부로 | 山沢 和三郎   | 1938년 9월 10일  | 1941년 11월 19일 |                                   |
| 내지인 | 니시오카 요시지로 | 西岡 芳次郎   | 1941년 11월 19일 | 1943년 3월 27일  |                                   |
| 내지인 | 오노 스에오       | 大野 季夫     | 1943년 3월 27일  | 1945년 3월 28일  |                                   |
| 내지인 | 노부하라 사토루   | 信原 聖       | 1945년 3월 28일  | 1945년 8월 15일  | 광복                              |

## 같이 보기
- 한국의 행정 구역